# Побдржани (Чазма)
45°41′ пн. ш. 16°37′ сх. д. / 45.69° пн. ш. 16.61° сх. д.
Побдржани (хорв. Pobrđani) — населений пункт у Хорватії, у Б'єловарсько-Білогорській жупанії у складі міста Чазма.

## Населення
Населення за даними перепису 2011 року становило 29 осіб.
Динаміка чисельності населення поселення: